# Басейна вулиця (Житомир)
Вулиця Басейна  — вулиця у Богунському районі Житомира, в історичному центрі міста — на Замковій Горі. Одна з найстаріших вулиць міста.

## Історія
Вулиця почала формуватись у XVIII столітті, виникла як поселення при замку. Раніше вулиця мала назви «Дівоча вулиця» через існування там жіночого монастиря та «Басейний провулок» через існування басейну — штучної водойми для гасіння пожеж. В ХХІ столітті топонім кілька разів міняв статус вулиця-провулок.
Рішенням сесії Житомирської міської ради від 28 березня 2008 року № 583 «Про затвердження назв топонімічних об'єктів у місті Житомирі» для об'єкту було затверджено назву вулиця Басейна.